# NGC 5863
NGC 5863 é uma galáxia espiral barrada (SBa) localizada na direcção da constelação de Libra. Possui uma declinação de -18° 25' 52" e uma ascensão recta de 15 horas, 10 minutos e 48,3 segundos.
A galáxia NGC 5863 foi descoberta em 1886 por Ormond Stone.